# Castel di Sangro Calcio 1991-1992
Questa pagina raccoglie le informazioni riguardanti il Castel di Sangro Calcio nelle competizioni ufficiali della stagione 1991-1992.

## Rosa
| N. |                   | Ruolo | Calciatore          |
| -- | ----------------- | ----- | ------------------- |
|    | Italia (bandiera) | A     | Leonardo Aiello     |
|    | Italia (bandiera) | A     | Gennaro Annunziato  |
|    | Italia (bandiera) | P     | Massimo Bastianelli |
|    | Italia (bandiera) | C     | Francesco Bottalico |
|    | Italia (bandiera) | D     | Davide Cei          |
|    | Italia (bandiera) | C     | Massimo Cocciari    |
|    | Italia (bandiera) | C     | Fabio De Simone     |
|    | Italia (bandiera) | A     | Nicola D'Ottavio    |
|    | Italia (bandiera) | C     | Massimo arfagnini   |
|    | Italia (bandiera) | D     | Vincenzo Menna      |

| N. |                   | Ruolo | Calciatore            |
| -- | ----------------- | ----- | --------------------- |
|    | Italia (bandiera) | C     | Paolo Michelini       |
|    | Italia (bandiera) | C     | Orazio Linerato Mitri |
|    | Italia (bandiera) | D     | Giuseppe Pecorilli    |
|    | Italia (bandiera) | P     | Mirco Piraccini       |
|    | Italia (bandiera) | D     | Angelo Puce           |
|    | Italia (bandiera) | C     | Massimiliano Rossi    |
|    | Italia (bandiera) | D     | Ugo Sarracino         |
|    | Italia (bandiera) | D     | Giovanni Tenace       |
|    | Italia (bandiera) | D     | Luca Valentini        |
|    | Italia (bandiera) | A     | Daniele Vantaggiato   |